# Vojska Republike Sjeverne Makedonije
Vojska Republike Sjeverne Makedonije (mak. Армија на Република Северна Македонија) je naziv za oružane snage Sjeverne Makedonije. VRM je strateški organizirana kao kopnena vojska s ratnim zrakoplovstvom i vojnom riječnom flotom kao potporama kopnene vojske. Tu je i specijalna vojna jedinica Vukovi.
Makedonska vojska je profesionalna i služenje vojnog roka je na dobrovoljnoj bazi. Ranije je vojni rok trajao šest mjeseci a civilno služenje 14 mjeseci. U listopadu 2006. makedonska vojska je u potpunosti profesionalizirana čime je postala prva u regiji koja se sastoji samo od profesionalnih vojnika.
2019. god., VRSM broji oko 16 tisuća pripadnika.
Politika nacionalnih obrambenih snaga sastoji se od:
- očuvanja samostalnosti i suverenosti Sjeverne Makedonije,
- zaštite integriteta makedonskog kopnenog teritorija, zračnog prostora i teritorijalnih voda te
- obrane nacionalnog Ustava.

Trenutno je u tijeku pristupanje Sjeverne Makedonije NATO paktu. Međutim, tijekom summita NATO-a u Bukureštu 2008. godine, Grčka je blokirala pristup paktu svojem sjevernom susjedu zbog međusobnog političkog spora oko imena zemlje. Tada su se ostale članice NATO-a složile da će Republika Sjeverna Makedonija, dobiti pozivnicu za članstvo u vojni pakt nakon što riješi spor s Grčkom. Nakon što je u veljači 2019. godine, proveden Prespanski sporazum, te je Republika Makedonija promijenila ime u Republika Sjeverna Makedonija, dobila je pozivnicu za članstvo. Isto je i s Europskom Unijom gdje joj je Grčka dugi niz godina blokirala otvaranje pregovora s EU.
Glavni strani dobavljači opreme za makedonsku vojsku su SAD te makedonski susjedi Srbija, Bugarska i Ukrajina.

## Povijest
17. studenog 1991. narodna skupština je donijela Ustav Republike Sjeverne Makedonije prema kojem je Sjeverna Makedonija suverena, nezavisna, demokratska i socijalna država koju će braniti vlastite oružane snage.
21. veljače 1992. makedonski predsjednik Kiro Gligorov i predstavnici JNA su potpisali ugovor o povlačenju jugoslavenske vojske s makedonskog teritorija do 15. travnja iste godine. JNA je u konačnici povukla vlastite snage iz zemlje prije zadanog roka, tako da je posljednji vojnik napustio zemlju 7. ožujka 1992.
Odlaskom JNA povučena je velika količina oružja i opreme tako da je novoosnovana makedonska vojska raspolagala s malom količinom borbenih sredstava. Unatoč svemu, uspješno su započele pripreme nacionalnih oružanih snaga da počnu s obavljanjem svojih zadataka i ustavne uloge.
1995. godine je Makedinija sklopila "Partnerstvo za mir" ugovor o vojnoj suradnji s NATO paktom, a 19. veljače 2019. godine je započela procedura pristupanja Republike Sjeverne Makedonije u puno članstvo NATO pakta.
U godinama nakon osamostaljenja je Makedonija da kupuje tada dostupno jeftinije oružje iz bivših članica Varšavskog ugovora, što je rezultiralo važnom suradnjom s Ukrajinom.

### Novija povijest
Prvi veći angažman makedonske vojske bio je 2001. godine kada su započeli etnički sukobi protiv albanske gerile okupljene oko separatističke grupe Oslobodilačka nacionalna armija. Sjevernoj Makedoniji je zbog ovog sukoba prijetila mogućnost nastanka znatnijeg građanskog rata. Taj kratkotrajni rat na sjeverozapadu zemlje je započeo u siječnju 2001. dok je u kolovozu iste godine usvojen Ohridski sporazum o prekidu vatre, uz posredovanje NATO pakta, kojemu će albanski pobunjenici kasnije i predati oružje. Međutim, manji oružani sukobi su trajali još do studenog iste godine, a sve je završilo razoružavanjem albanskih militanata.
Tijekom 2000-ih makedonska vojska je u sklopu EUFOR-a prisutna u BiH a u sklopu ISAF-a u Afganistanu. Tu su još i sudjelovanja u misijama u Libanonu te na Kosovu kao i Iraku. 13. rujna 2011. snimljeni su pripadnici makedonskih oružanih snaga kako zajedno s američkim vojnicima uspješno odbijaju talibanski napad na ISAF-ovo sjedište u Kabulu.
VRSM je duži niz godina održavala profesionalni sastav od nešto manje od 9.000 pripadnika, kojega je počela znatno povećavati od 2014. godine, te 2019. godine broji 16.000 ljudi. U svojem razvoju VRSM blisko surađuje s NATO paktom, u čijim je međunarodnim akcijama do sada sudjelovalo oko 8.000 pripadnika VRSM.

## Grane

### Kopnena vojska
Kopnena vojska smatra se okosnicom makedonskih oružanih snaga te igra ključnu ulogu u osiguravanju sigurnosti i teritorijalnog integriteta Republike Sjeverne Makedonije. Podijeljena je na snage za brzo reagiranje, strateške rezerviste i snage potpore. Snage za brzo reagiranje predstavljaju glavnu borbenu skupinu unutar kopnene vojske te se nalaze unutar 1. i 2. brigade te oklopnog bataljona. Strateški rezervisti su vojne rezervne snage koje se aktiviraju u vrijeme izvanrednog stanja a nalaze se u 3. i 4. brigadi. Snage podrške su zadužene za davanje podrške snagama za brzo reagiranje i strateškim rezervistima u vojnim operacijama.
Također, u sklopu kopnene vojske postoji i specijalna vojna jedinica Vukovi.

### Zračne snage
Makedonske zračne snage predstavljaju ratno zrakoplovstvo makedonske vojske. Zračne snage imaju važnu ulogu u osiguravanju makedonskog zračnog prostora. Jedan od glavnih ciljeva novoosnovanih zračnih snaga bila je izgradnja sustava zračnog motrenja koji je postao kamen temeljac sigurnosti zračnog prometa i upravljanja zračnim prostorom.
Makedonske zračne snage sastoje se od ratnog zrakoplovstva i protuzračne obrane a njegova baza se nalazi u Petrovcu (blizu Skopja). Osim u vojne i logističke, zračne snage svoje letjelice koriste i u civilne svrhe.

## Naoružanje
| Naziv | Slika | Nabavljeno od | Vrsta | Napomena |
| ----- | ----- | ------------- | ----- | -------- |

| Streljačko oružje      | Streljačko oružje | Streljačko oružje          | Streljačko oružje           | Streljačko oružje                                                                                 |
| ---------------------- | ----------------- | -------------------------- | --------------------------- | ------------------------------------------------------------------------------------------------- |
| Makarov PM             |                   | SSSR                       | pištolj                     |                                                                                                   |
| Zastava M57            |                   | SFRJ                       | pištolj                     |                                                                                                   |
| Zastava CZ 99          |                   | Srbija                     | pištolj                     |                                                                                                   |
| HS 2000                |                   | Hrvatska                   | pištolj                     |                                                                                                   |
| Heckler & Koch MP5     |                   | Njemačka                   | automat                     |                                                                                                   |
| AK-47                  |                   | SSSR                       | automatska puška            |                                                                                                   |
| Zastava M60            |                   | SFRJ                       | automatska puška            | jugoslavenska kopija sovjetskog AK-47 s dužom cijevi.                                             |
| Zastava M70            |                   | SFRJ                       | automatska puška            | jugoslavenska kopija sovjetskog AK-47.                                                            |
| Zastava M70B1          |                   | SFRJ                       | automatska puška            | inačica prvotnog modela M70.                                                                      |
| Zastava M21            |                   | Srbija                     | automatska puška            |                                                                                                   |
| M4                     |                   | SAD                        | automatska puška            | M4 je kupljen 2008. od SAD-a na temelju strane vojne prodaje.                                     |
| Zastava M93            |                   | Srbija                     | snajper                     |                                                                                                   |
| Heckler & Koch G3 SG/1 |                   | Njemačka                   | snajper                     | snajperska inačica automatske puške G3.                                                           |
| Zastava M84            |                   | SFRJ                       | mitraljez opće namjene      |                                                                                                   |
| NSV                    |                   | SSSR                       | teška strojnica             |                                                                                                   |
| M79 Osa                |                   | SFRJ Sjeverna Makedonija   | antitenkovski raketni bacač | dio oružja je naslijeđen iz arsenala JNA dok se ostatak i dalje proizvodi u Makedoniji.           |
| M80 Zolja              |                   | SFRJ Sjeverna Makedonija   | antitenkovski raketni bacač | dio oružja je naslijeđen iz arsenala JNA dok se ostatak i dalje proizvodi u Sjevernoj Makedoniji. |
| M90 Stršljen           |                   | Srbija Sjeverna Makedonija | antitenkovski raketni bacač | zajednička srpsko-makedonska proizvodnja.                                                         |
| MILAN                  |                   | Francuska                  | antitenkovski projektil     | oružje je dobiveno od Francuske 1999. u sklopu vojne pomoći.                                      |
| RB M-57                |                   | SFRJ                       | antitenkovski projektil     | projektili su u statusu vojne rezerve.                                                            |

| Naziv | Slika | Nabavljeno od | Vrsta | Količina | Napomena |
| ----- | ----- | ------------- | ----- | -------- | -------- |

| Topništvo   | Topništvo | Topništvo | Topništvo                        | Topništvo | Topništvo                                                                |
| ----------- | --------- | --------- | -------------------------------- | --------- | ------------------------------------------------------------------------ |
| M-74        |           | SFRJ      | 120 mm minobacač                 | 143       | oružje je naslijeđeno iz arsenala JNA.                                   |
| M2A1        |           | SAD       | 105 mm haubica                   | 36        | oružje je dobiveno od SAD-a tijekom 1998. i 1999. u sklopu vojne pomoći. |
| M-30        |           | SAD       | 122 mm haubica                   | 36        | oružje je dobiveno od Bugarske 1999. u sklopu vojne pomoći.              |
| D-20        |           | Bugarska  | 152 mm haubica                   | 30        | sovjetska haubica je naručena iz Bugarske ali nikada nije dostavljena.   |
| BM-21 Grad  |           | Ukrajina  | 122 mm višecijevni lanser raketa | 12        |                                                                          |
| M-63 Plamen |           | SFRJ      | 128 mm višecijevni lanser raketa | 12        | lanseri su u statusu vojne rezerve.                                      |

| Naziv | Slika | Nabavljeno od | Vrsta | Količina | Napomena |
| ----- | ----- | ------------- | ----- | -------- | -------- |

| Protuzračno oružje | Protuzračno oružje | Protuzračno oružje | Protuzračno oružje               | Protuzračno oružje | Protuzračno oružje                     |
| ------------------ | ------------------ | ------------------ | -------------------------------- | ------------------ | -------------------------------------- |
| Strela 2           |                    | SSSR               | prijenosni protuzračni projektil | 54                 |                                        |
| Igla               |                    | SSSR               | prijenosni protuzračni projektil | 10                 | oružje je naslijeđeno iz arsenala JNA. |
| Strela 10          |                    | SSSR               | raketni sustav zemlja-zrak       | 8                  |                                        |

| Naziv | Slika | Nabavljeno od | Vrsta | Količina | Napomena |
| ----- | ----- | ------------- | ----- | -------- | -------- |

| Borbena oklopna vozila | Borbena oklopna vozila | Borbena oklopna vozila | Borbena oklopna vozila   | Borbena oklopna vozila | Borbena oklopna vozila |
| ---------------------- | ---------------------- | ---------------------- | ------------------------ | ---------------------- | --- |
| T-72                   |                        | Ukrajina               | glavni borbeni tenk      | 31                     | |
| T-55                   |                        | Bugarska               | glavni borbeni tenk      | 90                     | svi tenkovi su u statusu vojne rezerve. |
| T-34                   |                        | SSSR                   | glavni borbeni tenk      | 5                      | tenkovi su naslijeđeni iz arsenala JNA. Većina tenkova je uništena, neki su sačuvani kao muzejski primjerci a preostali se koriste za obuku vojnika. |
| BTR-80                 |                        | Rusija                 | oklopni transporter      | 12                     | transportere koriste specijalne vojne jedinice. |
| BTR-70                 |                        | Ukrajina               | oklopni transporter      | 60                     | lanseri su u statusu vojne rezerve. |
| BRDM-2                 |                        | SFRJ                   | oklopni transporter      | 10                     | transporteri su naslijeđeni iz arsenala JNA. |
| M113                   |                        | SAD                    | oklopni transporter      | 30                     | u pričuvi. |
| Leonidas               |                        | Grčka                  | oklopni transporter      | 30                     | |
| TM-170                 |                        | Njemačka               | oklopni transporter      | 20                     | nadogradnju vozila je izvršila tvrtka Eurokompozit s dodavanjem 7,62 mm strojnice PKT i 81 mm lansera dimnih bombi 902B Tuča.                        |
| MT-LB                  |                        | Bugarska               | oklopni transporter      | 10                     | |
| BMP-2                  |                        | Ukrajina               | borbeno vozilo pješaštva | 10                     | |

|-

## Vanjske poveznice
- Službene mrežne stranice Vojske Republike Sjeverne Makedonije  Arhivirana inačica izvorne stranice od 13. rujna 2019. (Wayback Machine)